# Пески (Выборгский район)
Пески (до 1948 — Вохнала, фин. Vohnala) — посёлок в Полянском сельском поселении Выборгского района Ленинградской области.

## Название
Зимой 1948 года деревня Вохнала была переименована в Пески.
Переименование было закреплено указом Президиума ВС РСФСР от 13 января 1949 года.

## История
До 1918 года в деревне находилась дача писателя Леонида Андреева.

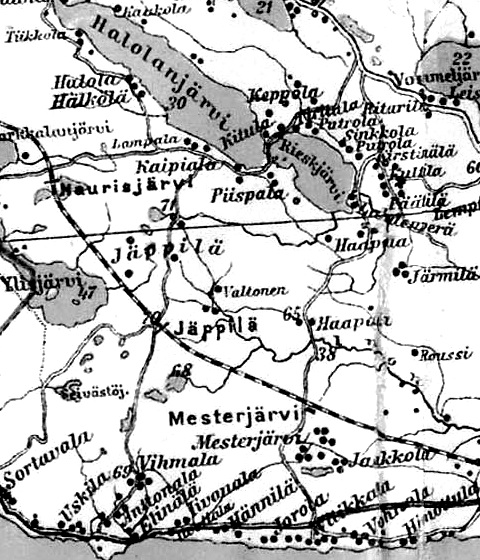
Деревня Вохнала на финской карте 1923 года

До 1939 года деревня Вохнала входила в состав волости Уусикиркко Выборгской губернии Финляндской республики. В деревне насчитывалось 22 крестьянских двора.
С 1 января 1940 года по 30 сентября 1948 года — в составе Йокельского сельсовета Койвистовского района. 
С 1 августа 1941 года по 31 мая 1944 года — финская оккупация. 
С 1 октября 1948 года в составе Октябрьского сельсовета Приморского района.
С 1 января 1949 года учитывается административными данными как деревня Пески.  В ходе укрупнения хозяйства к деревне были присоединены соседние селения: Химоттула (второе название – Пуумола) и Витиккала.
С 1 января 1954 года — в составе Октябрьского сельсовета Рощинского района.
С 1 ноября 1959 года — в составе Полянского сельсовета.
В 1961 году население деревни составляло 162 человека.
С 1 февраля 1963 года — в составе Выборгского района.
Согласно данным 1966 и 1973 годов посёлок Пески входил в состав Октябрьского сельсовета
Согласно данным 1990 года посёлок Пески входил в состав Полянского сельсовета.
В 1997 году в посёлке Пески Полянской волости проживали 103 человека, в 2002 году — 124 человека (русские — 94 %).
В 2007 году в посёлке Пески Полянского СП проживал 101 человек, в 2010 году — 212 человек.

## География
Посёлок расположен в южной части района на автодороге 41А-082 (Зеленогорск — Выборг).
Расстояние до административного центра поселения — 35 км.
Расстояние до ближайшей железнодорожной станции Приветненское — 10 км. Ближайшая железнодорожная платформа — Местерьярви.
Посёлок находится на берегу Финского залива.

## Улицы
1-й Алтынный переулок, 1-й Банковский переулок, 1-й Биржевой переулок, 1-й Монетный переулок, 1-й Перекупной переулок, 2-й Алтынный переулок, 2-й Банковский переулок, 2-й Биржевой переулок, 2-й Монетный переулок, 2-й Перекупной переулок, 3-й Биржевой переулок, 3-й Монетный переулок, 3-й Перекупной переулок, 4-й Биржевой переулок, 4-й Монетный переулок, Адмиральская, Алтынная, Алтынный переулок, Алых Парусов, Балтийская, Береговая, Бирюзовый переулок, Благодатная, Большая Биржевая, Большая Биржевая, Большая Морская, Большая Наличная, Большой Береговой проезд, Боровая, Бризовая, Брусничная, Верхний тупик, Верхняя, Восточный переулок, Высокая, Галечный тупик, Гривенная, Гривенный переулок, Дружная, Дубовый проезд, Егерская, Еловый переулок, Еловый тупик, Желанная, Жемчужная, Защитная, Зелёный переулок, Ивовая, Изумрудная, Казначейская, Калиновая, Каменистый переулок, Каменная, Капитанский проезд, Кедровая, Кленовая, Ключевой переулок, Корабельный проезд, Курортная, Лазурная, Лесная, Лесной переулок, Липовая, Лиственный переулок, Малая Морская, Малая Наличная, Малая Ручейная, Малый Усадебный проезд, Медовый переулок, Миллионная, Мирный проезд, Можжевеловая, Морская, Нагорная, Небесная, Нежности, Парадная, Парусная, Певучая, Песочный переулок, Песчаная, Пионерский проезд, Пихтовая, Пограничная, Почтовый переулок, Прибрежная, Придорожная, Приморская, Приморский проезд, Радужная, Рассветный переулок, Родниковая, Родниковый тупик, Розовых Закатов переулок, Ручейковая, Ручейная, Рыбацкая, Рябиновая, Самоцветов переулок, Светлая, Северная набережная, Серебристая, Сказочный проезд, Смолистый переулок, Солнечная, Сосновая, Сосновый переулок, Спокойная, Средний тупик, Средняя Морская, Счастливый переулок, Тёплых Камней переулок, Террасная, Узкий переулок, Усадебный проезд, Флагманский проезд, Хвойная, Хвойный переулок, Хвойный тупик, Центральная, Черничный переулок, Чистых Ручьёв переулок, Шишкин переулок, Янтарная, Ясная.